# Sesamia mediastriga
Sesamia mediastriga är en fjärilsart som beskrevs av George Thomas Bethune-Baker 1911. Sesamia mediastriga ingår i släktet Sesamia och familjen nattflyn. Inga underarter finns listade i Catalogue of Life.